# Archamia fucata
Archamia fucata és una espècie de peix pertanyent a la família dels apogònids.

## Descripció
- Pot arribar a fer 10 cm de llargària màxima (normalment, en fa 5,9).
- 7 espines i 9 radis tous a l'aleta dorsal i 2 espines i 15-18 radis tous a l'anal.[6][7][8]

## Hàbitat
És un peix marí, associat als esculls i de clima tropical (30°N-23°S) que viu entre 2 i 60 m de fondària.

## Distribució geogràfica
Es troba des del mar Roig i la costa oriental d'Àfrica fins a les illes Marshall, Samoa, Tonga, les illes Ryukyu i el nord d'Austràlia.

## Observacions
És inofensiu per als humans i de costums nocturns.